# 나가타초역
나가타초역(일본어: 永田町駅, ながたちょうえき)은 일본 도쿄도 지요다구에 있는 철도역이다.

## 승강장
역사는 긴자선, 마루노우치 선 아카사카미쓰케역과 직접 연결되어 있으며, 개찰구로 나가지 않고도 환승이 가능하나, 대단히 길기 때문에 난보쿠-긴자 환승은 다메이케산노역, 한조몬-긴자 환승은 오모테산도역과 미쓰코시마에역, 유라쿠초-긴자, 마루노우치 환승은 긴자역(긴자잇초메역), 난보쿠-마루노우치 환승은 요쓰야역, 한조몬-마루노우치 환승은 오테마치역에서 환승하는 것이 편리하다.
세 노선 모두 섬식 승강장 1면 2선의 지하역이며 모든 노선 승강장에 스크린도어가 설치되어 있다.
| 1 | ○ 유라쿠초 선 | 유라쿠초・신키바 방면                             |
| 2 | ○ 유라쿠초 선 | 이케부쿠로・와코시・신린코엔・한노 방면           |
| 3 | ○ 한조몬 선   | 오모테산도・시부야・주오린칸 방면                 |
| 4 | ○ 한조몬 선   | 오시아게・구키・미나미쿠리하시 방면               |
| 5 | ○ 난보쿠 선   | 고마고메・아카바네이와부치・우라와미소노 방면     |
| 6 | ○ 난보쿠 선   | 메구로・히요시ㆍ신요코하마ㆍ에비나ㆍ쇼난다이 방면 |

## 역 주변 정보
- 그랜드 프린스 호텔 아카사카
- 호텔 뉴 오타니 도쿄
- 국회의사당
- 자유민주당 본부
- 민주당 본부
- 사회민주당 본부
- NTT 도코모 본사

## 역사
- 1974년 10월 30일: 유라쿠초 선의 역이 영업 개시. 아카사카미쓰케 역이 환승역이 됨.
- 1979년 9월 21일: 한조몬 선의 역이 영업 개시.
- 1997년 9월 30일: 난보쿠 선의 역이 영업 개시.

## 사진

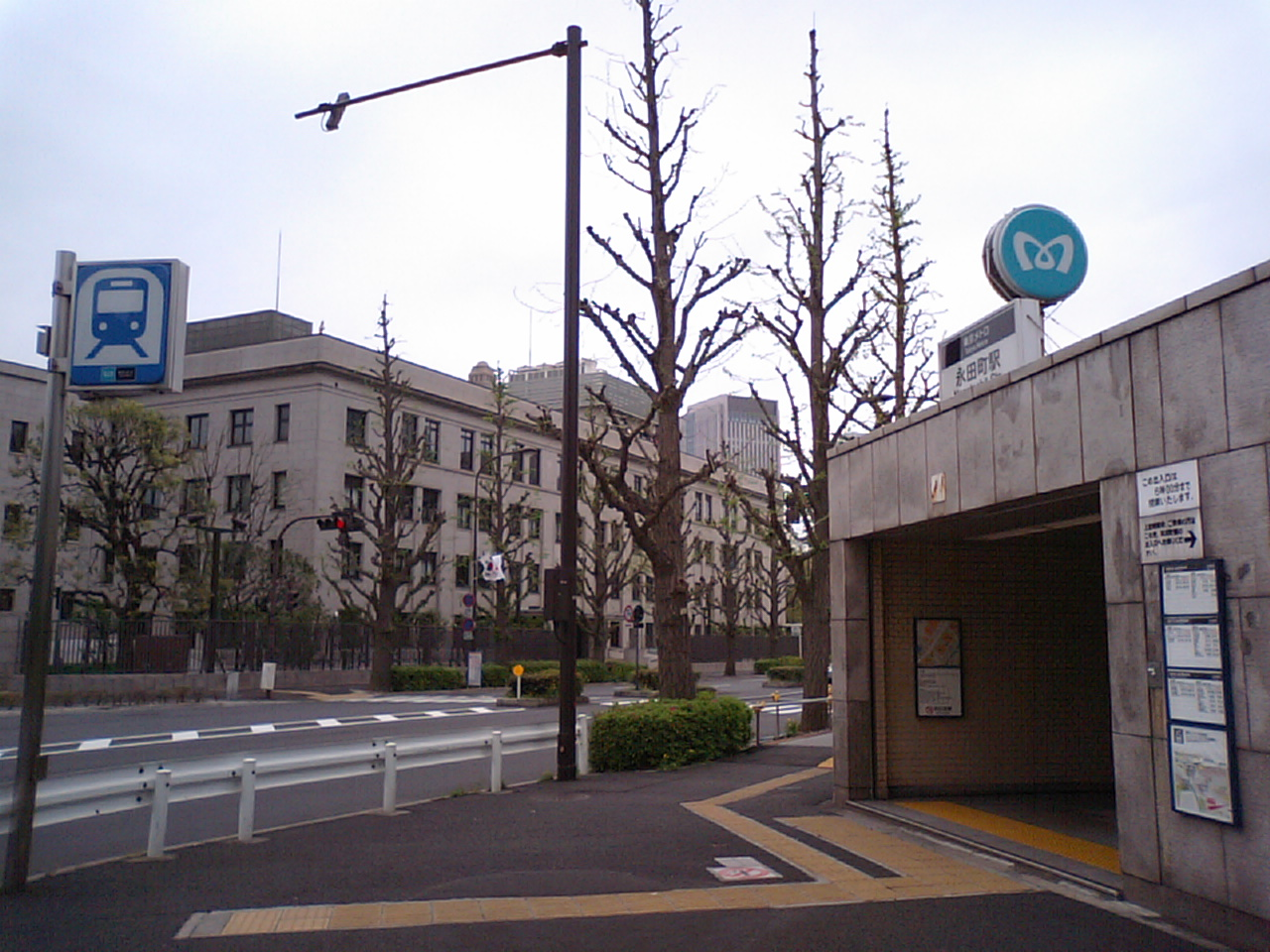
1번 출입구

## 인접역
| 도쿄 메트로 8호선              | 도쿄 메트로 8호선 | 도쿄 메트로 8호선                |
| ------------------------------ | ----------------- | -------------------------------- |
| Y15 고지마치 와코 시 방면      | 유라쿠초 선       | Y17 사쿠라다몬 신키바 방면       |
| 도쿄 메트로 7호선              |                   |                                  |
| N06 다메이케산노 메구로 방면   | 난보쿠 선         | N08 요츠야 아카바네이와부치 방면 |
| 도쿄 메트로 11호선             |                   |                                  |
| Z03 아오야마 1초메 시부야 방면 | 한조몬 선         | Z05 한조몬 오시아게 방면         |